# Anselm Knoflíček
Anselm Knoflíček OFM (?– 28. ledna 1756) byl františkán a teolog působící v českých zemích a náležející do české františkánské provincie. Působil jako učitel františkánských kleriků na klášterních studiích tohoto řádu. Od září 1739 byl jedním ze dvou lektorů filozofie na františkánské škole v jindřichohradeckém konventu. Z roku 1742 se odtamtud zachovaly zápisky z Knoflíčkových přednášek pořízené jedním z jeho studentů. V roce 1743 studia filozofie ve františkánském klášteře v Hradci ukončila svou činnosti, nicméně Anselm Knoflíček dál pokračoval jako učitel řádového dorostu. Jako i jiní františkáni, začal po několikaleté zkušenosti z filozofie vyučovat bohosloví. Jako lektor teologie působil v roce 1747, což víme opět ze zápisků z jeho přednášek pořízených tehdy františkánem Janem Kapistránem Fuhrmannem. Zřejmě až poté byl jmenován kvardiánem blíže nezjištěného kláštera. Anselm Kubíček zemřel 28. ledna 1756 v Praze.